# 95 Aretusa
Aretusa (asteroide 95) é um asteroide da cintura principal com um diâmetro de 136,04 quilómetros, a 2,6105841 UA. Possui uma excentricidade de 0,1489283 e um período orbital de 1 962,25 dias (5,38 anos).
Aretusa tem uma velocidade orbital média de 17,00618723 km/s e uma inclinação de 12,99847º.
Este asteroide foi descoberto em 23 de novembro de 1867 por Robert Luther. Foi nomeado em homenagem à ninfa Aretusa.